# 心叶韭
心叶韭（学名：Allium cordifolium）是葱科葱属的植物，是中国的特有植物。分布在中国大陆的四川等地，生长于海拔3,000米至3,800米的地区，一般生长在林中，目前已由人工引种栽培。